# Моту Ити
Моту-Ити (Motu Iti) е неголям остров с вулканичен произход, влизащ в състава на Маркизките острови. Част е от Френска Полинезия. Разположен е на 50 км на северозапад от остров Нуку-Хива. Важно място за гнездене на морските птици. Друго название Хату-Ити (Hatu Iti).